# Кир-Байлар
Кир-Байла́р (укр. Кір-Байлар, крымскотат. Qır Baylar, Къыр Байлар) — исчезнувшее село в Красногвардейском районе Республики Крым, располагавшееся в центре района, примерно, на месте современной животноводческой фермы села Ленинское.

## История
Первое документальное упоминание села встречается в Камеральном Описании Крыма… 1784 года, судя по которому, в последний период Крымского ханства Кырбай лар входил в Ташлынский кадылык Акмечетского каймаканства. После присоединения Крыма к России (8) 19 апреля 1783 года, (8) 19 февраля 1784 года, именным указом Екатерины II сенату, на территории бывшего Крымского Ханства была образована Таврическая область и деревня была приписана к Перекопскому уезду. После Павловских реформ, с 1796 по 1802 год, входила в Акмечетский уезд Новороссийской губернии. По новому административному делению, после создания 8 (20) октября 1802 года Таврической губернии, Кир-Байляр был включён в состав Кучук-Кабачской волости Перекопского уезда.
По Ведомости о всех селениях в Перекопском уезде состоящих с показанием в которой волости сколько числом дворов и душ… от 21 октября 1805 года в деревне Кирбанлар числилось 6 дворов и 40 жителей, исключительно крымских татар. На военно-топографической карте генерал-майора Мухина 1817 года деревня Байлар обозначена без числа дворов. После реформы волостного деления 1829 года Кучук-Байлар, согласно «Ведомости о казённых волостях Таврической губернии 1829 года» относился к Агъярской волости (переименованной из Кучук-Кабачской). На карте 1836 года в деревне 10 дворов, а на карте 1842 года Кыр-Байлар обозначен условным знаком «малая деревня», то есть, менее 5 дворов.
В 1860-х годах, после земской реформы Александра II, деревню включили в состав Айбарской волости. Видимо, вследствие эмиграции крымских татар, особенно массовой после Крымской войны 1853—1856 годов, в Турцию деревня опустела и в «Списке населённых мест Таврической губернии по сведениям 1864 года», составленном по результатам VIII ревизии 1864 года, Кыр-Байлар — владельческая деревня всего с 1 двором и 19 жителями при безъименной балке. По обследованиям профессора А. Н. Козловского начала 1860-х годов, вода в колодцах деревни была пресная, а их глубина составляла 10—15 саженей (21—32 м). На трёхверстовой карте Шуберта 1865—1876 года деревня Кыр-Байлар обозначена незначительным селением, без указания числа дворов. В «Памятной книге Таврической губернии 1889 года» деревня уже не учтена.
После земской реформы 1890 года, Байлар отнесли к Бютеньской волостии. Согласно «…Памятной книжке Таврической губернии на 1892 год», в экономии Кир-Байляр, находившейся в частном владении, было 9 жителей в 1 домохозяйстве, а в «…Памятной книжке Таврической губернии на 1900 год» вместе записаны Очка и Кир Байлар с 82 жителями в 2 домохозяйствах. В «…Памятной книжке Таврической губернии на 1902 год» в двух деревнях вместе — Очка и Кир Байлар числился 41 житель в 2 домохозяйствах, из которых 31 мужчина и 23 женщины. В экономии числилось 805 десятин удобной земли. В хозяйствах имелось 35 лошадей, 24 вола, 61 корова и 170 голов мелкого скота. В дальнейшем в доступных источниках Кир-Байлар не встречается.

### Динамика численности населения
| - 1805 год — 40 чел. - 1864 год — 19 чел. - 1892 год — 9 чел. | - 1900 год — 41 чел. - 1902 год — 82 чел. |